# Kapronie
Kapronie – wieś sołecka w Polsce położona w województwie lubelskim, w powiecie janowskim, w gminie Dzwola.
W latach 1975–1998 miejscowość administracyjnie należała do województwa tarnobrzeskiego. Według Narodowego Spisu Powszechnego (III 2011 r.) liczyła 100 mieszkańców i była piętnastą co do wielkości miejscowością gminy Dzwola.

## Historia
Miejscowość najprawdopodobniej powstała około 1718 r. (lub też wcześniej) i określana była nazwą Kopaniny w lesie. Pod koniec XVIII w. w miejscowości tej działał młyn i był w posiadaniu rodziny Kaproniów. W latach 20 XIX w. Kapronie były już wzmiankowane jako pełnoprawna wieś. Z danych statystycznych z 1921 r. wynika, że miejscowość była zamieszkiwana przez 134 osoby w 28 domostwach. Podczas II wojny światowej na terenie wsi powstał obóz pracy przymusowej. W 1967 r. powstała jednostka OSP.